# 宜黄水
宜黄水，又称黄水、宜黄河，是江西省的一条河流，抚河的较大支流，属鄱阳湖水系。
发源自宜黄县新丰的龙源山谷间，向西流至新丰，折向北流，此段称黄水。在宜黄县县城郊会合了宜水之后，称为宜黄水，北流进入抚州市临川区，在下源村注入抚河。全长166公里，流域面积5120平方公里。